# فريدريك هوجبرج
فريدريك كارل كريستيان هوجبيرج ، من مواليد 5 فبراير 1971 في فيلينج، السويد، ملحن ومنتج سويدي. يقيم في المحكمة القديمة في نيلاند، انجرملاند (وسط السويد).
منذ أوائل عام 2000، عمل هوجبيرج بشكل أساسي مع الأعمال التي تحتوي على الوسائط المتعددة، مثل الفيلم الموسيقي براسبونس – براسوسترن(2001) والكونشيرتو كونسرتو (2012) واكرديون كينق (2014).